# Симеон Русакієв
Симеон Русакієв (справжнє прізвище Стоянов; 23 жовтня 1910 — 10 березня 1991) — болгарський літературний історик, критик і громадський діяч XX століття.

## Біографія
Симеон Русакієв закінчив у 1937 відділення слов'янської філології в Софійському університеті імені Кл. Охридського. У цьому ж університеті працював з 1948 асистентом на кафедрі російської і радянської літератури, доцентом (1950), професором (1954).
У 1950 Русакієв став головним редактором журналу «Език и литература». Докторську дисертацію на тему «Тарас Шевченко і болгарська література» захистив в Академії наук України (1965). Протягом 1953—1958 працював на посаді заступника ректора Софійського університету, а у 1967—1975 завідував кафедрою російської і радянської літератури. Був віце-президентом Міжнародної асоціації викладачів російської мови та літератури (1967—1973).

## Творчість
Основні роботи професора Руснакієва присвячені російській літературі кінця XIX — початку XX століття, так на цю тему підручник, який декілька раз перевидався. Він займався дослідженням творчості російських письменників — М. Некрасова, А. Чехова, Ф. Достоєвського, М. Горького, В. Маяковського, В. Брюсова, С. Єсеніна, О. Серафимовича, Д. Фурманова, О. Толстого, О. Фадєєва. Його наукові роботи також присвячені і творчості болгарських письменників, таких як Цанко Бакалов, Венко Марковски, Петко Славейков, Людмил Стоянов, Георгі Дімітров та ін.
Українська література також знайшла відображення у творчості Русакієва у його «Тарас Шевченко і болгарська література» (1964), «Платон Воронько. Особистість і творчість» (1964). Писав рецензії на наукові роботи українських літературознавців.